# Punxaflors ventre-rogenc
El punxaflors ventre-rogenc (Diglossa gloriosissima) és un ocell de la família dels tràupids (Thraupidae).

## Hàbitat i distribució
Habita cantells de la selva pluvial i matolls a l'oest dels Andes de l'oest de Colòmbia.